# René Poyen
 René Georges Poyen (20è districte de París, 5 d'octubre de 1908 - 10è districte de París, 4 de febrer de 1968, va ser un actor francès, actiu en el cinema mut com a actor infantil del 1912 al 1916.

## Biografia
Va debutar al cinema amb només quatre anys en un curtmetratge, Bébé adopte un petit frère, estrenat l'estiu de 1912. El director francès Louis Feuillade - que, més tard, es farà famós amb les seves sèries negra com Les Vampires- l'any 1910 havia creat el personatge d'un nen repel·lent ("Bébé"), confiant-lo a un petit René Dary. El 1912 Dary, amb set anys, però, ja havia superat el paper i el director va decidir donar-li suport amb un altre personatge infantil repel·lent, Bout de Zan, interpretat per René Poyen. Finalitzat el novembre de 1912 un segon curtmetratge amb els dos petits actors (Bébé, Bout-de-Zan et le Voleur), a partir de desembre de 1912 Bout de Zan es va convertir en l'únic protagonista de la sèrie, molt popular a França però també internacionalment (coneguda a Itàlia com a Pallottolino i als Estats Units com a Tiny Tim). El contracte amb Bébé fou rescindit el febrer de 1913 i Louis Feuillade va poder concentrar-se exclusivament en el nou personatge, fins que el 1916 el mateix Poyen es va fer gran per al paper i la sèrie es va interrompre.
René Poyen també va tenir un paper secundari important a la sèrie Judex de Louis Feuillade (1916), que en dotze capítols presenta les aventures d'un justicier emmascarat, Judex, que lluita contra els criminals liderats pel corrupte banquer Favraux.
René Poyen va continuar present en algunes pel·lícules dels anys 1920, tornant també a ser protagonista a Pierrot, Pierrette (1924), de nou sota la direcció de Louis Feuillade. L'intent de ressuscitar el personatge de Bout de Zan no va anar més enllà de dos petits cameos, el 1921 i el 1932. El 1932 Poyen va deixar l'activitat d'actor.

## Filmografia
- Bébé adopte un petit frère, dirigida per Louis Feuillade (1912)
- Bébé, Bout-de-Zan et le Voleur, dirigida per Louis Feuillade (1912)
- Bout-de-Zan revient du cirque, dirigida per Louis Feuillade (1912)
- Les Souhaits de Bout-de-Zan, dirigida per Louis Feuillade (1913)
- Le Crime de Bout-de-Zan, dirigida per Louis Feuillade (1913)
- La Tirelire de Bout-de-Zan, dirigida per Louis Feuillade (1913)
- Bout-de-Zan en vacances, dirigida per Louis Feuillade (1913)
- Une aventure de Bout-de-Zan, dirigida per Louis Feuillade (1913)
- La Première Idylle de Bout de Zan, dirigida per Louis Feuillade (1913)
- Bout de Zan chanteur ambulant, dirigida per Louis Feuillade (1913)
- Bout de Zan vole un éléphant, dirigida per Louis Feuillade (1913)
- L'Éducation de Bout de Zan, dirigida per Louis Feuillade (1913)
- Bout de Zan fait une enquête, dirigida per Louis Feuillade (1913)
- Bout de Zan et le Chien de police, dirigida per Louis Feuillade (1913)
- Bout de Zan et le Chien ratier, dirigida per Louis Feuillade (1913)
- Léonce cinématographiste, dirigida per Léonce Perret (1913)
- Bout de Zan fait les commissions, dirigida per Louis Feuillade (1913)
- Les Cerises de Bout de Zan, dirigida per Louis Feuillade (1913)
- Bout de Zan au bal masqué, dirigida per Louis Feuillade (1913)
- Tiny Tim's Elopement
- Bout de Zan regarde par la fenêtre, dirigida per Louis Feuillade (1913)
- Bout de Zan et sa petite amie, dirigida per Louis Feuillade (1913)
- Bout de Zan et le Pêcheur, dirigida per Louis Feuillade (1913)
- Bout de Zan et le Mannequin, dirigida per Louis Feuillade (1913)
- Bout de Zan et le Crocodile, dirigida per Louis Feuillade (1913)
- Bout de Zan et le cheminot, dirigida per Louis Feuillade (1913)
- Bout de Zan et le Lion, dirigida per Louis Feuillade (1913)
- Bout de Zan s'amuse, dirigida per Louis Feuillade (1913)
- Les Étrennes de Bout de Zan, dirigida per Louis Feuillade (1913)
- Tiny Tim Frightens His Mother
- Bout de Zan et l'Espion, dirigida per Louis Feuillade (1914)
- Bout-de-Zan et le père Ledru, dirigida per Louis Feuillade (1914)
- Bout de Zan a la gale, dirigida per Louis Feuillade (1914)
- Bout de Zan et le Crime au téléphone, dirigida per Louis Feuillade(1914)
- Bout de Zan et le Cigare, dirigida per Louis Feuillade (1914)
- Bout de Zan vaudevilliste, dirigida per Louis Feuillade (1914)
- Bout de Zan écrit ses maximes, dirigida per Louis Feuillade (1914)
- Bout de Zan a le ver solitaire o Bout de Zan et le Ver solitaire, dirigida per Louis Feuillade (1914)
- L'Enfant de la roulotte, dirigida per Louis Feuillade (1914)
- Bout de Zan pugiliste, dirigida per Louis Feuillade (1914)
- Bout de Zan pacifiste, dirigida per Louis Feuillade (1914)
- Bout de Zan et le Ramoneur, dirigida per Louis Feuillade (1914)
- Les Résolutions de Bout de Zan, dirigida per Louis Feuillade (1914)
- Bout de Zan épicier, dirigida per Louis Feuillade (1914)
- Bout-de-Zan et le Sac de noix, dirigida per Louis Feuillade (1914)